# Bergfrid Fjose
Bergfrid Fjose (* 31. März 1915 in Ullensvang als Bergfrid Mannsåker; † 13. Mai 2004 in Voss) war eine norwegische Politikerin der christdemokratischen Kristelig Folkeparti (KrF). Sie war von Oktober 1972 bis Oktober 1973 die Sozialministerin ihres Landes. Von 1969 bis 1977 war Fjose Abgeordnete im Storting und dabei die erste Frau, die die KrF dort vertrat.

## Leben
Fjose war die Tochter des Pastors und Politikers Jon Mannsåker, der von 1928 bis 1933 die liberale Partei Venstre im norwegischen Parlament Storting vertrat. Sie hatte vier Geschwister und im Alter von 13 Jahren zog ihre Familie nach Voss. In ihrer Jugend war Begfrid Fjose in der Venstre-Partei engagiert. Sie schloss im Jahr 1938 ihr Lehramtsexamen ab und sie arbeitete im Anschluss bis 1943 als Lehrerin an der Volkshochschule Valdres.
Von 1943 bis 1945 lebte sie als Flüchtling in Schweden. Sie war mit ihrem Mann und zwei Kindern mit dem Fahrrad in das Nachbarland geflohen. Grund für die Flucht war, dass ihr Ehemann, der Pastor Olav Fjose, sich in Oslo in der Widerstandsorganisation Milorg engagiert hatte. Nach ihrer Rückkehr nach Norwegen im Jahr 1945 trat Fjose der Kristelig Folkeparti bei. In den Jahren 1947 bis 1967 arbeitete sie als Lehrerin an Schulen in Kvam, Voss und Årdal.
Während dieser Zeit war sie auch Mitglied in verschiedenen Kommunalparlamenten. So saß sie zwischen 1951 und 1952 im Parlament der Gemeinde Kvam, zwischen 1959 und 1963 in dem vom Årdal und zwischen 1967 und 1971 in dem von Fana. Außerdem stand sie von 1961 bis 1965 dem norwegischen Hausfrauenbund in der Provinz Sogn og Fjordane vor.
Bei der Parlamentswahl 1969 zog Fjose erstmals in das norwegische Nationalparlament Storting ein. Sie war dabei die erste Frau, die für die KrF in das Parlament einzog. Im Storting vertrat sie den Wahlkreis Hordaland und sie wurde zunächst Mitglied im Protokollausschuss.
Am 18. Oktober 1972 wurde sie zur Sozialministerin in der neu gebildeten Regierung Korvald ernannt. Sie übte das Amt  bis zum Abtritt der Regierung am 16. Oktober 1973 aus. In ihrer Amtszeit setzte sie unter anderem ein Verbot für Tabak- und Alkoholwerbung durch. Nachdem sie während ihrer Regierungsmitgliedschaft ihr Mandat ruhen lassen musste und sie bei der Wahl 1973 erneut in das Storting eingezogen war, kehrte sie anschließend in das Parlament zurück. Dort fungierte sie über die gesamte Legislaturperiode hinweg als Vorsitzende des Verwaltungsausschusses. Bei der Stortingswahl 1977 trat Fjose nicht erneut an. In den Jahren 1976 bis 1978 leitete sie die Frauenorganisation der KrF.

## Werke
- 1970: Salmebok for born. Dreyer